# Campeonato Mundial de Corta-Mato de 1984
O 12º Campeonato Mundial de Corta-Mato foi realizado em 25 de março de 1984 no Meadowlands Sports Complex (East Rutherford, New Jersey, Estados Unidos). Houve um total de 442 atletas participantes de 40 países.

## Resultados

### Corrida Longa Masculina

#### Individual
| Medalha | Atleta        | País          | Tempo     |
| Ouro    | Carlos Lopes  | Portugal      | 33:25 min |
| Prata   | Tim Hutchings | Inglaterra    | 33:30 min |
| Bronze  | Steve Jones   | País de Gales | 33:32 min |

#### Equipas
| Medalha | Selecção | Marca   |
| Ouro    | EtiópiaBekele Debele (8º) · Adugna Lema (9º) · Mohamed Kedir (16º) · Dereje Nedi (24º) · Eshetu Tura (31º) · Wodajo Bulti (46º)                | 134 pts |
| Prata   | Estados UnidosPat Porter (4º) · Ed Eyestone (6º) · Craig Virgin (17º) · John Easker (28º) · Jeff Drenth (41º) · Mark Stickley (65º)            | 161 pts |
| Bronze  | PortugalCarlos Lopes (1º) · Fernando Mamede (23º) · António Leitão (25º) · João Campos (26º) · Ezequiel Canário (64º) · Joaquim Pinheiro (84º) | 223 pts |

### Corrida Júnior Masculina

#### Individual
| Medalha | Atleta           | País    | Tempo     |
| Ouro    | Pere Casacuberta | Espanha | 21:32 min |
| Prata   | Doju Tessema     | Etiópia | 21:34 min |
| Bronze  | John Castellano  | Canadá  | 21:37 min |

#### Equipas
| Medalha | Selecção   | Marca  |
| Ouro    | Etiópia    | 21 pts |
| Prata   | Espanha    | 34 pts |
| Bronze  | Inglaterra | 68 pts |

### Corrida Longa Feminina

#### Individual
| Medalha | Atleta           | País            | Tempo     |
| Ouro    | Maricica Puica   | Roménia         | 15:56 min |
| Prata   | Galina Zakharova | União Soviética | 15:58 min |
| Bronze  | Grete Waitz      | Noruega         | 15:58 min |

#### Equipas
| Medalha | Selecção                                                                                               | Marca  |
| Ouro    | Estados UnidosBetty Springs (9ª) · Cathy Branta (10ª) · Sabrina Dornhoefer (16ª) · Cathie Twomey (17ª) | 52 pts |
| Prata   | Inglaterra · Jane Furniss (5ª) · Christine Benning (6ª) · Ruth Smeeth (15ª) · Carole Bradford (39ª)    | 65 pts |
| Bronze  | Nova ZelândiaDianne Rodger (14ª) · Mary O'Connor (19ª) · Christine Hughes (27ª) · Sue Bruce (31ª)      | 91 pts |